# Latina Calcio a 5
Il Latina Calcio a 5 è un'associazione sportiva dilettantistica italiana attiva nel calcio a 5 con sede a Latina.

## Storia
La società è stata fondata nel 2001 come Città di Latina Calcio a 5 e nei primi quattro anni milita nei campionati regionali del Lazio. Il debutto nei campionati nazionali avviene nella stagione 2005-06, grazie a un ripescaggio. Dopo due stagioni in Serie B la società rileva il titolo sportivo della Forte Colleferro, aggiudicandosi il diritto di disputare il campionato di Serie A2 2007-08. La prima esperienza nella cadetteria è fallimentare: la squadra conclude la stagione all'ultimo posto, facendo ritorno in Serie B. Nel 2008 la società assume la denominazione Rocca Massima Latina Calcio a 5. La squadra disputa un campionato anonimo, tenendosi a distanza di sicurezza dalla zona retrocessione ma lontana dai play-off. Nell'estate del 2009 l'avvocato Gianluca La Starza rileva la società. Dopo un secondo posto nella stagione 2009-10 e un terzo posto nella stagione 2010-11, al terzo tentativo il Latina centra la promozione in Serie A2: il 31 marzo 2012, ultima giornata di campionato, i pontini superano per 9-1 l'Albano, classificandosi matematicamente al primo posto in classifica davanti all'Aloha. Al ritorno in Serie A2 la società assume la denominazione Latina Calcio a 5 mentre la squadra chiude la stagione regolare al quinto posto del girone B, qualificandosi ai play-off dove viene eliminata dal quotato Napoli. Nel campionato successivo i pontini conquistano la promozione nella massima serie, classificandosi al primo posto del girone B al termine di un lungo testa a testa contro i calabresi del Fabrizio.

## Cronistoria
| Cronistoria del Latina C5 |
| --- |
| - 2001 · Fondazione del Città di Latina C5. - 2001-02 · Disputa il campionato di Serie D Lazio. - 2002-03 · Disputa il campionato di Serie C2 Lazio. ? play-off. - 2003-04 · Disputa il campionato di Serie C2 Lazio. - 2004-05 · Disputa il campionato di Serie C1 Lazio. Ripescata in Serie B. - 2005-06 · 9ª nel girone E di Serie B. - 2006-07 · 5ª nel girone E di Serie B. 1º turno di Coppa Italia di Serie B. - 2007 · Rileva il titolo dell'Ariccia Colleferro. - 2007-08 · 14ª nel girone B di Serie A2. Retrocessa in Serie B. - 2008 · Assume la denominazione Rocca Massima Latina C5. - 2008-09 · 5ª nel girone E di Serie B. Ottavi di finale di Coppa Italia di Serie B. - 2009-10 · 2ª nel girone E di Serie B. 2º turno play-off promozione. 1ª fase di Coppa Italia di Serie B. - 2010-11 · 3ª nel girone E di Serie B. 2º turno play-off promozione. 1º turno di Coppa Italia di Serie B. - 2011-12 · 1ª nel girone E di Serie B. Promossa in Serie A2. Quarti di finale di Coppa Italia di Serie B. - 2012 · Assume la denominazione Latina C5. - 2012-13 · 5ª nel girone B di Serie A2. Quarti di finale play-off promozione. - 2013-14 · 1ª nel girone B di Serie A2. Promossa in Serie A. Quarti di finale di Coppa Italia di Serie A2. - 2014-15 · 8ª in Serie A. Quarti di finale play-off scudetto. 1ª fase di Winter Cup. - 2015-16 · 9ª in Serie A. Quarti di finale di Coppa Italia. - 2016-17 · 8ª in Serie A. Quarti di finale play-off scudetto. Quarti di finale di Coppa Italia. 1ª fase di Winter Cup. - 2017-18 · 8ª in Serie A. Quarti di finale play-off scudetto. Quarti di finale di Coppa Italia. 1º turno di Coppa della Divisione. - 2018-19 · 10ª in Serie A. Turno preliminare di Coppa Italia. 2º turno di Coppa della Divisione. - 2019-20 · 16ª in Serie A. Retrocessa in Serie A2. 2º turno di Coppa della Divisione. - 2020 · Rinuncia alla Serie A2 e iscrizione in Serie D, assume la denominazione Vis Latina C5. - 2020-21 · ? in Serie D Latina. - 2021-22 · ? nel girone A di Serie D Latina. - 2022-23 · Attiva nel settore giovanile. - 2023 · Accordo con lo Zonapontina, assume la denominazione Club Latina C5. - 2023-24 · 8ª nel girone B di Serie C1 Lazio. 1º turno di Coppa Italia regionale. - 2024-25 · 3ª nel girone A di Serie C1 Lazio. Semifinalista play-off promozione. 1º turno di Coppa Italia regionale. |

## Statistiche e record

### Partecipazioni ai campionati
| Livello | Categoria | Partecipazioni | Debutto   | Ultima stagione |
| ------- | --------- | -------------- | --------- | --------------- |
| 1º      | Serie A   | 6              | 2014-2015 | 2019-2020       |
| 2º      | Serie A2  | 3              | 2007-2008 | 2013-2014       |
| 3º      | Serie B   | 6              | 2005-2006 | 2011-2012       |
| 4º      | Serie C1  | 3              | 2004-2005 | 2024-2025       |
| 5º      | Serie C2  | 2              | 2002-2003 | 2003-2004       |
| 6º      | Serie D   | 2              | 2001-2002 | 2020-2021       |

## Colori e simbolo
I colori della maglia del Latina Calcio a 5 sono il nero e l'azzurro.

## Strutture
La prima squadra giocava le partite interne presso il PalaBianchini.

## Società

### Organigramma
- Fabrizio Menchicchi - Presidente
- Stefano Scala - Direttore Generale
- Mario Napolitano - Direttore Operativo
- Federico Sanavia - Direttore Sportivo
- Marco Turetta - Vice Presidente
- Emiliano Antoni - Head of Football Teams & T. A.
- Alfonso Natella - Team Manager
- Carmine Esposito - Area Comunicazione

## Palmarès
- Campionato di Serie A2: 1

2013-2014
- Campionato di Serie B: 1

2011-2012